# Hynobius arisanensis
Hynobius arisanensis är en groddjursart som beskrevs av Maki 1922. Hynobius arisanensis ingår i släktet Hynobius och familjen Hynobiidae. IUCN kategoriserar arten globalt som sårbar. Inga underarter finns listade i Catalogue of Life.